# Posturographie
Die Posturographie (Gleichgewichtsanalyse) ist ein Verfahren zur Ermittlung der Funktionsfähigkeit der Gleichgewichtsregulation unter Belastung der unteren Extremitäten.
Unter Verwendung einer Messplattform, die mittels Kraftsensoren die Gewichtsverlagerungen ermittelt und aufzeichnet, werden der Schwerpunkt und das Schwingungsverhalten des Körpers und die Lastverteilung über den Füßen ermittelt. Die Daten über das Schwingungsverhalten und die Lastverteilung gelten als Indikatoren für Balance, Stabilität und Symmetrie. Die Ergebnisse der Messungen liefern Hinweise für Diagnose und Therapie. 
Das Verfahren ist die digitaltechnische Weiterentwicklung des Romberg-Tests. Wie bei diesem wird die visuelle Kontrolle des Gleichgewichts ausgeschaltet und es kann mit diesem Verfahren die Funktion des vestibulospinalen Systems überprüft und objektiviert werden.